# David Turpel
Pour les articles homonymes, voir Turpel.
David Turpel, né le 19 octobre 1992 à Luxembourg, est un footballeur international luxembourgeois, qui évolue au poste d'attaquant. Formé à l'Etzella Ettelbruck, il reste sept ans au club avant de rejoindre le F91 Dudelange avec qui il découvre l'Europe et la Ligue des champions.

## Biographie

### Carrière en club
David Turpel est formé à l'Etzella Ettelbruck. Après quatre saisons passées en tant que professionnel dans son club formateur, il est transféré au F91 Dudelange. Avec son nouveau club, David Turpel découvre l'Europe puisqu'il dispute deux matchs en Ligue des champions, pour un but inscrit, et deux matchs en Ligue Europa. Il inscrit son premier but en Ligue des champions le 22 juillet 2014, lors d'un match contre le Ludogorets Razgrad comptant pour le deuxième tour préliminaire de cette compétition. Lors de la saison 2015-2016, il est sacré champion du Luxembourg et remporte la coupe du Luxembourg. Il est le deuxième meilleur buteur de la compétition avec 11 buts marqués.

### Carrière internationale
David Turpel compte 28 sélections et 2 buts avec l'équipe du Luxembourg depuis 2012. 
Il est convoqué pour la première fois en équipe du Luxembourg par le sélectionneur national Luc Holtz, pour un match amical contre l'Écosse le 14 novembre 2012. Il entre à la 71e minute de la rencontre, à la place de Gilles Bettmer. Le match se solde par une défaite 2-1 des Luxembourgeois.
Par la suite, le 9 octobre 2014, il inscrit son premier but en sélection contre la Macédoine, lors d'un match des éliminatoires de l'Euro 2016. Le match se solde par une défaite 3-2 des Luxembourgeois.

## Palmarès
- Championnat du Luxembourg : 2016 et 2017
- Coupe du Luxembourg : 2016 et 2017